# ExtraMile Arena
L’ExtraMile Arena (anciennement la BSU Pavilion et Taco Bell Arena) est une salle omnisports située à Boise en Idaho.

## Histoire
L’ExtraMile Arena a accueilli le tournoi final de basket-ball masculin de la Big Sky Conference : 1985, 1989, 1990, et 1994.
La salle des Broncos est également régulièrement l'hôte des premiers tours des tournois NCAA de basket-ball : 1983, 1989, 1992, 1995, 1998, 2001, 2005, 2009, et 2018.